# 테드얀 블루먼
테드얀 블루먼(네덜란드어·영어: Ted-Jan Bloemen, 1986년 8월 16일~)은 네덜란드 출신 캐나다의 스피드스케이팅 선수이다. 네덜란드 주니어, 성인 국가대표 선수로 활동했으며 캐나다로 귀화한 후 2014년부터 캐나다 국가대표로 활동했다. 그는 장거리 종목 경기에서 주로 활동하고 있으며 2017년부터 2021년까지 남자 5000m 세계 기록, 2015년부터 2020년까지 남자 10000m 세계 기록을 보유했다. 캐나다 국가대표로서 2018년 동계 올림픽 남자 10000m 종목에서 금메달을 획득하여 1932년 이후 장거리 스피드스케이팅에서 금메달을 획득한 첫 캐나다 선수가 되었다. 